# Syndroom van Waterhouse-Friderichsen
Het syndroom van Waterhouse-Friderichsen is een levensbedreigende stoornis van de bijnieren veroorzaakt door bloedingen, bijna altijd veroorzaakt door een ernstige infectie. Vooral kinderen worden getroffen.

## Geschiedenis
De aandoening is voor het eerst in 1894 beschreven door Arthur Francis Voelcker (1861-1946).
Het syndroom van Waterhouse-Friderichsen is genoemd naar de Engelse internist Rupert Waterhouse (1873–1958) en de Deense kinderarts Carl Friderichsen (1886–1979), die respectievelijk in 1911 en 1918 een artikel over een patiëntje met dit syndroom schreven.

## Oorzaak
Diverse bacteriën worden met deze aandoening in verband gebracht. Een sepsis met meningokokken (Neisseria meningitidis) is de meest voorkomende oorzaak. Maar ook Streptococcus pneumoniae, Mycobacterium tuberculosis, Staphylococcus aureus (met name bij kinderen) en Haemophilus influenzae kunnen Waterhouse-Friderichsen veroorzaken. Het syndroom kan ook worden veroorzaakt door het Cytomegalovirus.
Door de veroorzakers worden endotoxinen geproduceerd, die een activering geven van de bloedstolling en bovendien een shock veroorzaken. Door de massale bloedstolling wordt de doorbloeding van organen en weefsels bedreigd.
In zeldzame gevallen wordt het syndroom niet door een infectie veroorzaakt, maar als bijwerking van medicijnen of als gevolg van een aangeboren stofwisselingsziekte.

## Symptomen en diagnostiek
Het syndroom van Waterhouse-Friderichsen is de ernstigste vorm van meningokokkensepsis. Onbehandeld leidt deze altijd tot de dood, maar zelfs met behandeling verloopt deze ziekte in de meeste gevallen fataal.
De infectie begint aspecifiek met koorts, rillen, braken, hoofdpijn en verminderde eetlust.
Spoedig daarna ontwikkelt zich een vlekkige huiduitslag, die overgaat in petechiën en een purpura. De extremiteiten worden blauw. De infectie leidt tot ernstige bloedingen in één of (meestal) beide bijnieren, meestal tevens gepaard gaande met een ernstig orgaanfalen, septische shock, diffuse intravasale stolling met een snel ontwikkelende bijnierschorsinsufficiëntie. De patiënt raakt snel in coma en uiteindelijk kan daarop binnen 6-12 uur de dood volgen.
Bloedonderzoek toont een hypoglykemie met een hyponatriëmie en hyperkaliëmie, de ACTH-stimulatietest toont bijnierfalen aan. Leukocytose is vaak niet sterk en soms is er zelfs een leukopenie, wat een slecht voorteken is. Het C-reactief proteïne (CRP) kan verhoogd of bijna normaal zijn. Trombopenie is soms extreem: een verandering van de protrombinetijd (PT) en geactiveerde partiële tromboplastinetijd (APTT) die wijzen op diffuse intravasale stolling. Verder is er acidose en acuut nierfalen.
Er kunnen meningokokken gekweekt worden uit bloed en hersenvocht; deze kunnen soms ook al gezien worden in uitstrijkjes van plekken in de huid.
Meestal is er bij dit type infectie geen sprake van een meningitis.

## Preventie
De belangrijkste methode om deze aandoening te voorkomen is routinematige vaccinatie, onder andere tegen meningococcus en tegen Haemophilus influenzae. Dit is met name geïndiceerd voor mensen die werken in de gezondheidszorg, mensen bij wie de milt is verwijderd, patiënten met sikkelcelanemie of bepaalde stoornissen in het immuunsysteem.

## Behandeling
Het syndroom van Waterhouse-Friderichsen is levensbedreigend en moet onmiddellijk behandeld worden met de juiste antibiotica. Daarnaast is ook behandeling met corticosteroïden en mineralocorticoïden nodig. Bij ademhalingsstilstand moet beademd worden.
Als de nierfunctie uitvalt, is hemodialyse nodig.